# District Zjeleznodorozjny (Jekaterinenburg)
District Zjeleznodorozjny (Russisch: Железнодорожный район; "spoorwegregio") is een bestuurlijk district (административный район города) in het noordwesten van de Russische stad Jekaterinenburg. Bij de volkstelling van 2002 had het 143.167 inwoners, iets minder dan de 143.490 inwoners die werden geregistreerd bij de volkstelling van 1989. Tot het district behoren ook de plaatsen Severka, Sjoevakisj, Sem Kljoetsjej en Palkino. De laatste plaats is een stuk ouder dan de stad Jekaterinenburg.

## Geschiedenis
De eerste plannen voor het district stammen uit 1845 en het grootste deel werd gebouwd in de jaren tot 1910. In die tijd ontstond ook een goudwasserij aan de rivier de Melkova (zijrivier van de Iset). Het district maakte een grote groei door als gevolg van de aanleg van de spoorlijn Jekaterinenburg-Nizjni Tagil-Koesjva-Tsjoesovoj-Perm. Jekaterinenburg werd door zijn gunstige ligging hierdoor het centrum voor spoortransport op de grens van Europees Rusland met Siberië. Door de spoorlijn werd de functie van Jekaterinenburg versterkt als distributiecentrum en industriestad voor de landbouw en het mijnbouw-metallurgische complex in de Oeral. In het district werd een militair spoorstation in Russische traditionele stijl gebouwd met een spoorlocomotiefdepot.
In het district wordt nog steeds veel winkelcentra en appartementencomplexen gebouwd; begin 21e eeuw werd bijvoorbeeld nog bijna 40.000 m² woonoppervlak gebouwd al werd ook 90.000 m² afgebroken.

## Economie en onderwijs
De belangrijkste economische sectoren in het district worden gevormd door de productie van voedingsmiddelen, machines en andere werktuigen en producten uit rubber en plastic. Tot de 32 belangrijkste bedrijven behoren Oeraltransmasj, de Sverdlovskspoorlijn en de meelfabriek van Jekaterinenburg.
Er bevinden zich ruim 20 onderwijsinstellingen, 25 kleuterscholen en peuterspeelzalen en 7 instellingen voor beroepsonderwijs.
Kirovski · Leninski · Oktjabrski · Ordzjonikidzevski · Tsjkalovski · Verch-Isetski · Zjeleznodorozjny